# Quercus afares
Quercus afares är en bokväxtart som beskrevs av Auguste Nicolas Pomel. Quercus afares ingår i släktet ekar, och familjen bokväxter. Inga underarter finns listade.